# CHCHD1
CHCHD1 (англ. Coiled-coil-helix-coiled-coil-helix domain containing 1) – білок, який кодується однойменним геном, розташованим у людей на 10-й хромосомі. Довжина поліпептидного ланцюга білка становить 118 амінокислот, а молекулярна маса — 13 475.
| 10         |  | 20         |  | 30         |  | 40         |  | 50         |
| ---------- |  | ---------- |  | ---------- |  | ---------- |  | ---------- |
| MATPSLRGRL |  | ARFGNPRKPV |  | LKPNKPLILA |  | NRVGERRREK |  | GEATCITEMS |
| VMMACWKQNE |  | FRDDACRKEI |  | QGFLDCAARA |  | QEARKMRSIQ |  | ETLGESGSLL |
| PNKLNKLLQR |  | FPNKPYLS   |  |            |  |            |  |            |

A: Аланін

C: Цистеїн

D: Аспарагінова кислота

E: Глутамінова кислота

F: Фенілаланін

G: Гліцин

I: Ізолейцин

K: Лізин

L: Лейцин

M: Метіонін

N: Аспарагін

P: Пролін

Q: Глутамін

R: Аргінін

S: Серин

T: Треонін

V: Валін

W: Триптофан

Кодований геном білок за функціями належить до рибонуклеопротеїнів, рибосомних білків. 
Локалізований у ядрі, мітохондрії.